# Vĩnh Châu
Vĩnh Châu est une ville de niveau district de la province de Sóc Trăng dans le delta du Mékong au sud du Viêt Nam. 

## Géographie
Sa superficie est de 473 km2. 